# Adzopé
Adzopé es una ciudad situada al sur de la Costa de Marfil. La ciudad es la capital del departamento y de la subprefectura de Adzopé. Los pueblos indígenas Adzopé, Attié, se dividen en tres cantones: Anapa, y Ketín Tchoyi.
El actual alcalde del municipio de Adzope, León Emmanuel Monnet, es también ministro de Minas y Energía del régimen del expresidente Laurent Gbagbo.
El primer pueblo de los leprosos fue establecida Adzope por Raoul Follereau.